# Mário Sérgio Leal Nogueira
Mário Sérgio Leal Nogueira (Paredes, 28 luglio 1981) è un ex calciatore portoghese, di ruolo difensore.

## Statistiche

### Presenze e reti nei club
Statistiche aggiornate al 20 marzo 2017.
| Stagione        | Squadra          | Campionato      | Campionato | Campionato | Coppe nazionali | Coppe nazionali | Coppe nazionali | Coppe continentali | Coppe continentali | Coppe continentali | Altre coppe | Altre coppe | Altre coppe | Totale | Totale |
| Stagione        | Squadra          | Comp            | Pres       | Reti       | Comp            | Pres            | Reti            | Comp               | Pres               | Reti               | Comp        | Pres        | Reti        | Pres   | Reti   |
| --------------- | ---------------- | --------------- | ---------- | ---------- | --------------- | --------------- | --------------- | ------------------ | ------------------ | ------------------ | ----------- | ----------- | ----------- | ------ | ------ |
| 2012-2013       | APOEL            | AK              | 19+5       | 2+1        | CC              | 2               | 1               | UEL                | 6                  | 1                  | -           | -           | -           | 32     | 5      |
| 2013-2014       | APOEL            | AK              | 25+10      | 1+1        | CC              | 4               | 0               | UCL+UEL            | 2+7                | 0                  | SC          | 1           | 1           | 49     | 3      |
| 2014-2015       | APOEL            | AK              | 22+8       | 0          | CC              | 7               | 0               | UCL                | 10                 | 0                  | SC          | 1           | 0           | 48     | 0      |
| 2015-2016       | APOEL            | AK              | 17+4       | 0          | CC              | 3               | 0               | UCL+UEL            | 6+5                | 0                  | SC          | 1           | 0           | 36     | 0      |
| 2016-gen. 2017  | APOEL            | AK              | 2          | 0          | CC              | 0               | 0               | UCL+UEL            | 1+0                | 0                  | SC          | 0           | 0           | 3      | 0      |
| Totale APOEL    | Totale APOEL     | Totale APOEL    | 85+27      | 3+2        |                 | 16              | 1               |                    | 37                 | 1                  |             | 3           | 1           | 168    | 8      |
| gen.-giu. 2017  | Apollōn Limassol | AK              | 7+2        | 0          | CC              | 3               | 0               | UEL                | -                  | -                  | -           | -           | -           | 12     | 0      |
| Totale carriera | Totale carriera  | Totale carriera | 92+29      | 3+2        |                 | 19              | 1               |                    | 37                 | 1                  |             | 3           | 1           | 180    | 8      |

## Palmarès

### Club

#### Competizioni nazionali
- Campionato cipriota: 5

APOEL: 2012-2013, 2013-2014, 2014-2015, 2015-2016
Apollon Limassol: 2016-2017
- Coppa di Cipro: 2

APOEL: 2013-2014, 2014-2015
- Supercoppa di Cipro: 1

APOEL: 2013